# Rhipidia hariola
Rhipidia hariola är en tvåvingeart som först beskrevs av Alexander 1965.  Rhipidia hariola ingår i släktet Rhipidia och familjen småharkrankar. Inga underarter finns listade i Catalogue of Life.